# Diferencijalno pojačalo
Pojačala općenito pojačavaju ulazni električni signal koji se pojavljuje između upravljačke elektrode aktivnog elektroničkog elementa i referentnog, nultog potencijala elektroničkog sklopa. Kod bipolarnog tranzistora to se odnosi na bazu bipolarnog tranzistora, a kod unipolarnog tranzistora na vrata (gate) unipolarnog tranzistora.  
Međutim, u nekim prilikama koristi se takva vrsta pojačala koje pojačava razliku dva električna signala koji se pojavljuju na ulazu. Takvo pojačalo se zove diferencijalno pojačalo, a u niskofrekventnoj tehnici se često koristi naziv pojačalo sa simetričnim ulazom.

## Diferencijalno pojačalo s bipolarnim tranzistorima
Diferencijalno pojačalo ima dva ulaza na koje se dovode ulazni električni signali u protufazi, a u odnosu na referentni potencijal (masu). Ako su signali u fazi kao što je to slučaj s elektromagnetskim smetnjama, tada ih pojačalo ne pojačava, već ih znatno potiskuje što ovisi o konstrukciji diferencijalnog pojačala te, posljedično, samim karakteristikama diferencijalnog pojačala.
Diferencijalno pojačalo ima i dva izlaza na kojima se pojavljuje jednak izlazni napon bez obzira da li ulazni signal dolazi na oba ulaza ili samo na jedan kako je to prikazano na električkoj shemi idejnog rješenja diferencijalnog pojačala s bipolarnim tranzistorima. 
Diferencijalno pojačalo ima simetrično napajanje, a radna točka ulaznog stupnja (tranzistori Q1 i Q2) postavlja se tranzistorom (Q3). Otpori {\displaystyle R_{a1}} i {\displaystyle R_{a2}} su radni otpori diferencijalnog pojačala gdje se izlazni napon pojavljuje na kolektorima tranzistora Q1 i Q2 u odnosu prema referentnom, nultom, potencijalu. Faktor potiskivanja smetnji u načelu ovisi o simetričnosti diferencijalnog ulaza te, naročito, o unutarnjem otporu strujnog električnog izvora (tranzistor Q3 s pratećim komponentama).

## Diferencijalno pojačalo izvedeno operacionim pojačalom
Diferencijalno pojačalo se može izvesti i operacionim pojačalom (slika lijevo), gdje se ulazni električni signal ({\displaystyle U_{e-}}, {\displaystyle U_{e+}}) dovodi na invertirajući, odnosno neinvertirajući ulaz operacijskog pojačala. U izvedbi diferencijalnog pojačala treba mrežu otpornika {\displaystyle R_{1}} – {\displaystyle R_{4}} izvesti na način da su i ulazni otpor i pojačanje diferencijalnog pojačala jednaki za oba ulaza. Naponsko pojačanje invertirajućeg, odnosno neinvertirajućeg ulaza sklopa sa slike je određeno jednakostima:
{\displaystyle {A_{V}-}=-{\frac {R_{2}}{R_{1}}}} i
{\displaystyle {A_{V}+}={\frac {R_{4}}{R_{3}+R_{4}}}{\frac {R_{1}+R_{2}}{R_{1}}}}
gdje su pojačanja po definiciji diferencijalnog pojačala suprotnih predznaka.
Simetričnost ulaznog otpora i naponskog pojačanja invertirajućeg i neinvertirajućeg ulaza postiže se uz uvjet da je:
{\displaystyle R_{1}}={\displaystyle R_{3}} i {\displaystyle R_{2}}={\displaystyle R_{4}}. Izlazni napon se u obliku asimetričnog napona pojavljuje na izlazu operacijskog pojačala i može se koristiti za pobudu sljedećeg stupnja elektroničkog uređaja.

## Primjena
Diferencijalna pojačala se koriste, na primjer, u mjernoj tehnici gdje se traži da mjerni uređaj svojim ulaznim otporom što manje opterećuje strujni krug u kojem se obavlja električno mjerenje (ulazni otpor operacionih pojačala s JFET tranzistorima može iznositi desetke MOhma). Kao dijelove složenijih elektroničkih sklopova nalazimo ih u ulaznim stupnjevima niskofrekventnih pojačala snage, a kao niskofrekventna pretpojačala koriste se za priključak simetričnih mikrofona s niskom unutarnjom impedancijom, gdje uzimajući u obzir specifična svojstva diferencijalnog pojačala znatno potiskuju signale elektromagnetskih smetnji koji potječu iz okoline mikrofona i samog uređaja.